# Fattigdrengen
Fattigdrengen er en dansk stumfilm fra 1919, der er instrueret af Alexander Christian.

## Handling
Denne artikel mangler et handlingsreferat. Hjælp os med at skrive det.

## Medvirkende
- Agnete von Prangen - Vina Cavallotti, skuespillerinde
- Anton de Verdier - Grev Rufio von Spazzetti
- Kai Lind - Giovanni, cirkusartist
- Peter Jørgensen
- Johanne Krum-Hunderup - Sygeplejerske
- Agnes Andersen - Sygeplejerske
- Oscar Nielsen